# Luca Zamperoni
Luca Zamperoni (ur. 6 lipca 1970 w Hanau) – niemiecki aktor teatralny, filmowy i telewizyjny.
Studiował w Städtische Bühnen Frankfurt we Frankfurcie nad Menem. W Radio Amor Verlag wystąpił w czołowych rolach w kilku produkcjach, w tym Faust I i Kabale und Liebe. W spektaklu Georga Büchnera Woyzeck grał podwójną rolę jako towarzysz Franz Woyzeck i kapitan.

## Wybrana filmografia

### Filmy fabularne
- 2000: Der Schnapper: Ein Toter kehrt zurück (TV) jako Vito Konz
- 2001: Die Meute der Erben (TV) jako Claudio
- 2005: Pociąg do piekła (Im Auftrag des Vatikans, TV) jako sekretarz w Watykanie
- 2007: Wie küsst man einen Millionär? (TV) jako Giovanni 'Jo' Fabiani
- 2010: Wie ein Stern am Himmel (TV) jako dr Juan Alcantara Feren
- 2011: Schlag-Worte (film krótkometrażowy) jako Giovanni
- 2014: Für immer ein Mörder - Der Fall Ritter (TV) jako Konrad Ritter
- 2017: Leichtmatrosen (TV) jako Dominik

### Seriale TV
- 1996: Verbotene Liebe (Zakazana miłość) jako Lieferant
- 1996: Wolffs Revier jako Zoltan Trescu
- 1997-2005: Verbotene Liebe (Zakazana miłość) jako Nick Prozeski
- 2000: Alphateam - Die Lebensretter im OP jako Peter Schindler
- 2005: Tatort: Bienzle und der Sizilianer jako Giovanni Ricci
- 2005: Wilde Engel jako dr Ansgar Weigel
- 2006: Kobra – oddział specjalny - odc. Kwestia zaufania (Vertrauenssache) jako Markus Tischer
- 2007: Nasz Charly (Unser Charly) jako Jan Gehrke
- 2009: Tatort: Rabenherz
- 2010-2018: Doktor Kleist - lekarz rodzinny (Familie Dr. Kleist) jako dr Michael Sandmann
- 2013: Pinocchio jako Luigi
- 2016: Tatort: Zahltag jako Francesco Piti
- 2017: Burza uczuć (Sturm der Liebe) jako Diego Alvarez / Alfredo Morales-Diaz